# 川口市立差間小学校
川口市立差間小学校（かわぐちしりつ さしましょうがっこう）は、埼玉県川口市差間にある公立小学校。

## 交通
- JR武蔵野線・埼玉高速鉄道東川口駅下車徒歩28分

## 沿革
- 1977年（昭和52年）4月1日 - 神根小学校・戸塚小学校から分離し、開校。
- 1977年（昭和52年）8月23日 - 校舎が完成し、移転。
- 1987年（昭和62年）8月31日 - 校庭整備工事完成。
- 1996年（平成8年）4月1日 - 川口市立木曽呂小学校を分離
- 2016年（平成28年） - 開校40周年の節目を記念し、児童会により記念キャラクター「さっしマン」が製作された[1]。
- 2016年（平成28年）12月3日 - 開校40周年の記念式典を実施。